# Гранд-Айленд (Нью-Йорк)
Гранд-Айленд (англ. Grand Island) — місто (англ. town) в США, в окрузі Ері штату Нью-Йорк. Населення — 21 389 осіб (2020).

## Демографія
Згідно з переписом 2010 року, у місті мешкали 20 374 особи в 7936 домогосподарствах у складі 5691 родини. Було 8273 помешкання
Расовий склад населення:
| - 93,6 % — білих - 2,3 % — азіатів - 2,2 % — чорних або афроамериканців - 0,5 % — корінних американців |

До двох чи більше рас належало 1,1 %. Частка іспаномовних становила 1,8 % від усіх жителів.
За віковим діапазоном населення розподілялося таким чином: 23,1 % — особи молодші 18 років, 62,5 % — особи у віці 18—64 років, 14,4 % — особи у віці 65 років та старші. Медіана віку мешканця становила 42,8 року. На 100 осіб жіночої статі у місті припадало 97,3 чоловіків;  на 100 жінок у віці від 18 років та старших — 95,5 чоловіків також старших 18 років.
Середній дохід на одне домашнє господарство  становив 96 350 доларів США (медіана — 81 818), а середній дохід на одну сім'ю — 110 902 долари (медіана — 98 180). Медіана доходів становила 61 400 доларів для чоловіків та 46 091 долар для жінок. За межею бідності перебувало 6,3 % осіб, у тому числі 9,3 % дітей у віці до 18 років та 3,9 % осіб у віці 65 років та старших.
Цивільне працевлаштоване населення становило 10 933 особи. Основні галузі зайнятості: освіта, охорона здоров'я та соціальна допомога — 24,2 %, роздрібна торгівля — 13,0 %, виробництво — 12,6 %.